# Лазани
Лазани (пол. Łazany) — село в Польщі, у гміні Біскупиці Велицького повіту Малопольського воєводства.
Населення — 926 осіб (2011).

## Демографія
Демографічна структура станом на 31 березня 2011 року:
|          | Загалом | Допрацездатний вік | Працездатний вік | Постпрацездатний вік |
| -------- | ------- | ------------------ | ---------------- | -------------------- |
| Чоловіки | 444     | 103                | 302              | 39                   |
| Жінки    | 482     | 95                 | 282              | 105                  |
| Разом    | 926     | 198                | 584              | 144                  |